# 黑影
黑影是一名虚构角色，本名為奧莉薇亞·克羅瑪（Olivia Colomar）。出现于暴雪娱乐开发的第一人称射击游戏《守望先锋》及其相关媒介，也是一个侵入式虚拟现实游戏（ARG）的主题。在游戏公测阶段，有关黑影的线索就在地图多拉多（墨西哥虚构城镇）中出现，而关于安娜的线索则出现在另一张地图。玩家初步推测这是同一个角色。这一侵入式虚拟现实游戏持续到2016年11月，跨越暴雪官方视频、战网论坛、守望先锋世界观中代表虚构实体的网站、游戏本身和守望先锋subreddit等多个平台及媒体。

## 开发与发布
根据首席设计师杰夫·古德曼的说法，黑影起初是一个具有黑客能力的英雄人物。古德曼指出他们在实际测试中发现只有黑客技能并不是“非常好”，于是开始考虑构建隐形的特性，将黑客技能作为角色能力的一部分。他们此前将隐形能力赋予了源氏，后者可以隐身移动到敌人背后，击晕他们并使用另一种技能击杀，但发现这只能用于对付脱团的成员，隐身的可玩性不高。他们吸取教训，给予了黑影类似的潜行能力，但与黑客技能结合，这样无论对手的风格如何，黑影都可以为团队做有效贡献。古德曼称他们最初对将技能沉默加入游戏感到犹豫不决，知道即使只有短时间的技能剥离，玩家也可能会对其产生负面反应。然而，安娜与其睡眠诱导能力的成功测试鼓舞了他们，他们相信能够以相同的方式管理黑影的黑客技能。
古德曼称他们想为游戏添加更多的反派角色，他认为黑影在某种意义上是邪恶的，她不关心他人，但会忠于她的雇主黑爪。暴雪早在《守望先锋》开放测试阶段就为黑影策划了一个长期的侵入式虚拟现实游戏（ARG）。古德曼设计了ARG的初始阶段，目的是让玩家”在我们还没有公布之前先了解她是谁，还有一点她的个性“，并表明了她的黑客本质。 
按计划，ARG在2016年11月4日的暴雪嘉年华以黑影的官方公布结束。她在开幕式上通过动画短片引出，现场的参加者可以进行试玩。暴雪还宣布她会在下周加入到游戏PC平台的公开测试服务器。黑影于2016年11月15日面向所有玩家发布。

### 图片泄露
2016年10月7日，一名Reddit用户发布了一张Xbox Games商店的图片，上面出现了万圣节主题的补给以及可通过微交易获得的游戏内奖励项目，其中包含了黑影的内容。10月8日，一张据称是内部暴雪开发者网站的图片出现在了DeviantArt、Imgur和Gyazo上。上传者声称图片显示了黑影的人物模型、角色部分传记以及描述了一个万圣节主题的游戏模式，由狂鼠扮演弗兰肯斯坦博士。万圣节活动，包括有弗兰肯斯坦博士的游戏模式，于10月11日上线，与泄露的图片一致。11月1日，一份暴雪商店的商品清单被意外公布，随后立即被删除。图片中的角色类似于已泄露的人物模型，其文件名为，有着暴雪概念美术设计师的签名。
“黑影”情报图泄露后，由于身穿紧身裤并且留着铲青头发型的造型与香港歌手邓紫棋参加《我是歌手》时的形象十分相似，“黑影”被华语地区玩家戏称为“邓紫棋”。而其终极技能“电磁脉冲”也被戏称为“全都是泡沫”（歌词，出自邓紫棋2012年专辑《Xposed》中的单曲《泡沫》）。

## 玩法
在《守望先锋》中，黑影被归类为突击型英雄。她装备了低伤害、大容量的全自动衝鋒槍，用于近距离战斗。她可以入侵敌人与炮台，被入侵后，敌人将不能使用特殊或最终能力，但主要攻击方式仍可用。黑影的黑客技能也可以获取对手的生命值和最终能力状态，只要他们被侵入一分钟内仍在对手的视线中。黑影也可以扔出一个传动信标，使其短暂隐形并以爆发速度传送。她的终极能力是EMP爆炸，摧毁敌方屏障以及护盾，并且侵入范围内的所有敌人。

## 虚构生平
黑影（的西班牙语意为「影子」）是死神的联络人，后者在“老兵”漫画和游戏中的一些对话中提到过她。她的母语为西班牙语。
有媒体推测她是一个墨西哥裔的黑客。她与墨西哥一个虚构的城镇多拉多有关，这一地图存在许多关于她的线索，而且据推测她在多拉多活动。
一个据称从内部暴雪开发者网站泄漏的消息称在智械危机期间，黑影“失去了一切”，在那场危机中机器人试图毁灭人类。泄漏的消息也称她在墨西哥与虚构的骷髅帮合作并最终被黑爪招募，后者是一个反派组织，死神也在其中。

## 侵入式虚拟现实游戏

ASCII艺术的糖头骨出现在整个ARG过程中。

在《守望先锋》开放测试期间，黑影的线索被放在了游戏地图多拉多中。关于后来发布的支援型狙击英雄安娜的提示则出现在了阿努比斯神庙地图，而玩家们认为这些线索都指向了黑影。这一猜测直到2016年7月安娜的正式发布才结束。

### YouTube视频与天空代码
暴雪在YouTube上传了一段视频，详细介绍了安娜的出身。视频中包含了一段以十六进制序列编码的西班牙语信息。2016年7月19日，开发者更新了安娜的视频，里面有一段不寻常的静态画面。发布四个小时内，玩家使用了七种解密方法对此画面进行解密，最终发现了一个QR码，得到一段西班牙文，暗示以后的谜题将更加困难。
8月2日，暴雪发布了一个详细描述夏季游戏活动的视频，视频中包含了一段Base64加密的代码。该代码被解密成一个加盐的哈希值，需要密钥进行下一步解密。玩家还发现视频中的九个英雄代表着不同的方位。以前的谜题只需几个小时就能解决，现在玩家花了几天的时间才取得进展。
8月4日，开发者杰夫瑞·卡普兰一段评论使得玩家开始搜索多拉多地图的天空。他们发现了一种被称为天空代码的图案，图案后来被证明是视觉假象，最终做成了音乐作品。然而，8月8日，玩家在《守望先锋》官网截图画廊中发现了一张经压缩的多拉多图片，里面包含了一条西班牙文信息，提示玩家专注于其他地方。玩家后来发现了游戏成就中出现的暗号，使用夏季游戏视频中的定向线索解密，最终指向了另一张压缩图片，得到又一条西班牙文消息和一个ASCII艺术头骨。由天空代码创建的歌曲后来被整合到游戏中禅雅塔的表情动画里。

### 、和沃斯卡娅工业区网站
8月4日，用户"Skycoder" 用西班牙语把天空代码发布到了战网论坛中，随后其变成了一个闪烁的死神图片和一串字符序列。玩家发现这一线索是倒计时，倒计时结束后，序列变成了头骨，给出了一条消息：。消息链接到以前的守望先锋视频，其中在犯罪时刻（A Moment in Crime）提示行处有一个电子邮件地址。向此地址发信息会收到了一段直接提及黑影的回复。
计数器于被发现八周后的2016年10月18日达到100％。网站更新了一条消息，表示黑影侵入了一个游戏角色堡垒；隐藏在网站HTML中的消息暗示了即将到来的守望先锋版本号。
2016年10月19日，守望先锋更新的内部版本号与线索相符。在新的内部版本中，堡垒在多拉多地图屏幕附近发出蜂鸣声，表示了黑影的现身。蜂鸣声被玩家翻译成摩尔斯电码，其指向一个总部设在多拉多的虚构公司的网站。最终，玩家解码了来自黑影的消息，她敦促他们帮助其揭露内部的腐败，最终告知他们要等待进一步的指示。
11月1日，《守望先锋》subreddit的用户个人信息头像被更改为黑影的头骨标志，看起来像黑影“入侵了”这个网站，公告要求用户协助黑影渗透网站。相应的Discord服务器也进行了类似的更改，做出黑影入侵的样子。初期的访问量使网站和频道崩溃。用户最终被引至总部设在俄罗斯的虚构的沃斯卡娅工业区的网站。

### 反响
《福布斯》的保罗·塔西（Paul Tassi）称““虽然ARG内在的代码、散列和寻找元素坚实，但游戏的回报一直都成问题”。CNET的卢克·兰开斯特（Luke Lancaster）认为ARG“缓慢地信息注入非常适合《守望先锋》的低调叙事”，游戏故事往往通过相关媒介和游戏内的短对话交流体现。Kotaku的迈克尔·麦克威尔特（Michael McWhertor）报道称玩家期望在犯罪时刻倒计时结束时黑影会公布，然而当其结束时却仅给出了一个模糊的线索，暴雪论坛与《守望先锋》subreddit的玩家纷纷表示“疲劳与厌烦”，并敦促暴雪不要在这么做。Engadget的大卫·兰姆（David Lumb）也报道玩家对新的线索感到“沮丧”，并写道：”不出所料，许多粉丝感到挫败并放弃了追寻。“兰姆还指出，尽管玩家努力解密，但还是对黑影了解很少。古德曼指出，他们虽然认为ARG取得了成功，但也确实收到了用户反馈，称自己的付出与回报不成正比。团队会吸取反馈的意见，用于未来的工作中。一方面古德曼意识到他们做错了，不应太依赖固定的倒计时。玩家在倒计时结束前就很快解决了各种难题，使得ARG的各个阶段显过于脱节。
2016年8月，玩家利用社会工程策略获取了名称中包含的帐号，并试图获取四个类似帐号的访问权限。玩家还发现了一个电子邮件地址与《守望先锋》漫画中的一个《魔兽世界》帐号相关。这些帐号都与ARG无关。因担心粉丝会试图访问暴雪员工的社交网络，Reddit版主删除了2016年10月泄漏的黑影角色模型图片。